# مدرسة الطب بجامعة تولين
جامعة تولين مدرسة الطب (بالإنجليزية: Tulane University School of Medicine)‏ هي إحدى الكليات لتدريس الطب في الولايات المتحدة الأمريكية. تقع في مدينة نيوأورلينز في ولاية لويزيانا الأمريكية. نوع الشهادة الطبية التي يتم تحصيلها هناك هي دكتور في الطب.